# Plesioclytus relictus
Plesioclytus relictus là một loài bọ cánh cứng trong họ Cerambycidae.